# San Luis de la Reina
San Luis de la Reina es un distrito del municipio de San Miguel Norte en la zona norte del departamento de San Miguel en El Salvador.

## Límites
Es una Ciudad Fronteriza que se ubica a 545 metros sobre el nivel del mar. Limita al Norte con la República de Honduras, al Este con Carolina, al Sur con Sesori y Ciudad Barrios y al Oeste con San Gerardo , (todos del departamento de San Miguel). La División Política del distrito está conformado por 4 cantones y 53 caseríos.

## Toponimia
Su nombre honra a Luis IX de Francia, santo de la iglesia católica.

## Datos básicos
El área del distrito es de 168.2 km² y una población de 6834 habitantes. Según datos presentado por la  UCSFI San Luis de la Reina, noviembre de 2018.
El 21 de noviembre de 2018, por Decreto Legislativo n.º 216, con fecha 21 de diciembre de 2018, recibe el título de Ciudad, tras haber alcanzado ese municipio un notable progreso y debido a que posee los servicios públicos y privados necesarios para el bienestar y desarrollo de sus habitantes.
El Título de Ciudad lo recibe dicha población de conformidad con el artículo 131 ordinal 22° de la Constitución de la República, el mismo establece que corresponde al Órgano Legislativo la facultad de conceder a personas o poblaciones, títulos, distinciones honoríficas y gratificaciones compatibles con la forma de gobierno establecida.
El 7 de junio de 2019, a las 10:00 a. m. en un acto especial, con una presentación artística por parte del grupo folclórico de la Universidad de Oriente, tuvo lugar la entrega del pergamino, entregado por el presidente de la Asamblea Legislativa Norman Quijano, y recibido por Gamaliel Portillo, a la sazón alcalde municipal.
Antes de recibir Título de Ciudad obtuvo su Título de Villa en el año de 1878.

## Lugares turísticos
Río Torola, situado en Caserío Vado Nuevo del Cantón San Antonio, este río es la división geográfica con Honduras. 
Mirador Cerro Los Tobares. 
Mirador La Loma China, Cantón San Juan, sobre Carretera Longitudinal del Norte, calle a San Gerardo. 
Poza Los Aguilarez, Río el Tamarindo. se ubica sobre  la calle a Sesori. 
Poza El Brujo, Cerca de Barrio San Antonio, San Luis de la Reina.

## Geografía
La cabecera de este distrito es la Ciudad de San Luis de la Reina, situada a 550.0 metros sobre el nivel del mar, y a 41.1 Kilómetros al noreste de la ciudad de San Miguel y a 95 km de la Capital San Salvador

## Festividades
Las Fiestas Patronales las celebran del 21 al 26 de agosto en honor a San Luis y sus titulares el Viernes de Dolores; las calles son adoquinadas y empedradas, la Ciudad se divide en los barrios: El Centro, Los Henríquez, San Antonio, Calvario y Buenos Aires.

## Clima
El clima del distrito en su mayor parte es cálido, pertenece al tipo de tierra caliente. El monto pluvial anual oscila entre 1,800 y 2,200 mililitros.

## Flora
La vegetación está constituida por bosque húmedo subtropical y bosque muy húmedo subtropical. Las especies arbóreas más notables son: conacaste,  laurel, cedro, ceiba, pastizales, y frutales.

## Suelos
Los tipos de suelo que se encuentran en el distrito son: latosoles arcillo rojizos y litosoles, en áreas pedregosas superficiales, de onduladas, a montañosas muy accidentadas. grumosoles, litosoles y latosoles, arcillos rojizos, en áreas de casi a nivel, a fuertemente alomadas.
Predominan los tipos de aluviones y riolitas andesíticas con intercalaciones de materiales piroclásticos.

## Economía local
Los productos agrícolas más cultivados en el distrito son: granos básicos, hortalizas y frutas. En el rubro pecuario existe la crianza de ganado bovino y porcino, como también la avicultura y apicultura.
En dicho distrito no existe industria ya que es eminentemente agropecuario. La actividad comercial la realiza con las cabeceras municipales de: San Gerardo, Sesori, Ciudad Barrios y otras.

## Comunicaciones
La Ciudad de  San Luis de la Reina, se comunica por carretera Longitudinal del Norte con San Gerardo, y calle pavimentadas hacia Sesori y Ciudad Barrios.
Se puede acceder a red de internet de banda ancha, con todas las operadoras telefónicas de El Salvador.